# MLT-3

Przykład kodowania w MLT-3.

MLT-3 (ang. Multi-Level Transmit) – system liniowego kodowania danych cyfrowych w medium transmisyjnym wykorzystujący do kodowania 3 poziomy sygnału. Stosowany jest między innymi w standardzie sieci Ethernet 100Base-TX. 

## Opis kodowania
Zastosowanie 3 poziomów sygnału w porównaniu z systemami opartymi na 2 poziomach sprawia, że tak kodowany sygnał ma mniejszą częstotliwość przez co, emituje mniej zakłóceń elektromagnetycznych i wymaga mniejszej przepustowości łącza.
W MLT-3 sygnał przyjmuje kolejno wartości napięcia o poziomach określonych jako −1, 0, +1, 0, −1. Przy czym zmiana napięcia, podobnie do prostego  kodowania NRZ, następuje w takt zegara, gdy bit danych jest równy 1, a pozostaje w tym samym stanie, gdy bit danych jest równy 0. Ponieważ jeden cykl zmiany sygnału wymaga czterech przejść, to maksymalna podstawowa częstotliwość jest czterokrotnie mniejsza od szybkości transmisji. Ten system kodowania nadaje się do transmisji sygnału w przewodach elektrycznych.